# Citroenslak
De citroenslak (Doris pseudoargus) is een slakkensoort uit de familie van de Dorididae. De wetenschappelijke naam van de soort werd in 1827 voor het eerst geldig gepubliceerd door Rapp.

## Beschrijving
De citroenslak is een grote zeeslak die tot 12 cm lang kan worden. De bovenkant van de slak is bedekt met kleine wratachtige tuberkels. Het heeft een ring van acht of negen rechtopstaande geveerde kieuwen dicht bij het achterste uiteinde, die snel worden teruggetrokken wanneer gevaar wordt waargenomen. Onder de mantel zit de kop verstopt met twee rudimentaire, nagenoeg onzichtbare koptentakels. De kleur van de zeeslak is vlekkerig en variabel en kan geel, groen, bruin of roze zijn. Er is nog een variëteit (var. Flammea) die overal knalrood is.
Hij voedt zich met sponzen, met een bijzondere voorkeur voor de gewone broodspons (Halichondria panicea). De citroenslak is goed beschermd tegen vijanden. Ten eerste zorgt zijn kleur voor een perfecte camouflage; ten tweede duwt het, zodra het is vastgegrepen en ingeslikt, een afscheiding uit de huid waardoor de vijand hem weer uitspuwt.

## Verspreiding
De citroenslak wordt gevonden aan de noordoostelijke Atlantische Oceaan, het Kanaal en Noordzee tot in de Middellandse Zee. Echter, in de Nederlandse wateren is deze soort zeldzaam; werd onder meer gevonden bij Den Helder, Vlissingen en voorheen in het westelijke deel van de Oosterschelde en in het Grevelingenmeer.